# Phragmanthera sterculiae
Phragmanthera sterculiae är en tvåhjärtbladig växtart som först beskrevs av William Philip Hiern, och fick sitt nu gällande namn av R.M. Polhill & D. Wiens. Phragmanthera sterculiae ingår i släktet Phragmanthera och familjen Loranthaceae. Inga underarter finns listade i Catalogue of Life.